# Axel Fuchs (Fußballspieler)
Axel Fuchs (* 9. Juli 1968) ist ein ehemaliger deutscher Fußballspieler. In der höchsten Spielklasse des DDR-Fußballs, der Oberliga, spielte er für den FC Hansa Rostock.

## Sportliche Laufbahn

### Gemeinschafts-, Club- und Vereinsstationen
Fuchs begann 1978 in der Kindermannschaft des FC Hansa Rostock organisiert Fußball zu spielen. Er durchlief alle Nachwuchsmannschaften und spielte von 1984 bis 1986 mit dem FC Hansa in der DDR-weiten Juniorenoberliga. Als in der Saison 1986/87 die 1. Mannschaft der Hanseaten in der zweitklassigen DDR-Liga spielte, kam der erst 19-jährige Fuchs bereits in drei Punktspielen als Einwechselspieler zum Einsatz. Nachdem die Rostocker 1987 in die DDR-Oberliga aufgestiegen waren, wurde der Abiturient in den Oberligakader 1987/88 aufgenommen, wurde aber nur als Einwechsler einmal in einem Punktspiel eingesetzt. Die übrige Zeit war er Stammspieler in der 2. Mannschaft, die in der DDR-Liga spielte. Dort bestritt er 33 der 34 ausgetragenen Punktspiele und kam zu einem Punktspieltor. Für die Spielzeit 1988/89 stand Fuchs nicht mehr im Oberliga-Aufgebot, und da die 2. Mannschaft abgestiegen war, musste er nun in der drittklassigen Bezirksliga Rostock spielen.
Im März 1989 tauchte der 1,77 Meter große Angreifer Fuchs beim DDR-Ligisten BSG KKW Greifswald auf. Dort bestritt er bis zum April acht Punktspiele, bis er vom bis dahin nicht einsatzbereiten etatmäßigen Stürmer Peter Bartz abgelöst wurde. Erst in der Rückrunde der Saison 1989/90 kehrte Fuchs mit 13 Punktspieleinsätzen in die KKW-Mannschaft zurück. Er wurde im Sommer 1990 von dem neu gegründeten Greifswalder SC übernommen, für den er noch die Saison 1990/91 in der NOFV-Liga spielte. Anschließend wechselte Fuchs zum viertklassigen Hamburger Verbandsligisten SV Lurup, mit dem er im Sommer 1992 in die Oberliga Nord aufstieg. In der Saison 2000/01 erschien Fuchs im Kader des viertklassigen Nordost-Oberligisten FC Anker Wismar.

### Auswahleinsätze
Im Saisonvorschauheft von Deutschem Sportecho und fuwo – Die neue Fußballwoche werden ihm im Sommer 1987 drei Juniorenländerspiele angerechnet. Beim Blick auf die Aufstellungen der DFV-Auswahlen, insbesondere der jüngeren Juniorenauswahl, im Frühjahr 1987 scheint sein Namensvetter und Clubkamerad Henri Fuchs der damals eingesetzte Spieler zu sein.